# Mångkransad spindling
Mångkransad spindling (Cortinarius triumphans) är en svampart som beskrevs av Fr. 1838. Mångkransad spindling ingår i släktet Cortinarius och familjen spindlingar. Arten är reproducerande i Sverige. Inga underarter finns listade i Catalogue of Life.